# Lac-Mégantic
Lac-Mégantic [ˌlakmegɑ̃ˈtik] ist eine Stadt in der kanadischen Provinz Québec. Sie liegt 140 km südlich der Stadt Québec, am nördlichen Ende des Sees Lac Mégantic, dessen natürlicher Ablauf der Rivière Chaudière ist.
Die ersten weißen Siedler ließen sich um 1850 in der Region nieder, die zuvor von Abenaki-Indianern bewohnt war. Die Stadt ging aus den 1885 und 1895 gegründeten Dörfern Mégantic und Agnès hervor. Die beiden Dörfer wurden 1907 zur Stadt Mégantic fusioniert. Deren Name wurde 1958 in das heutige Lac-Mégantic geändert.
Am 6. Juli 2013 wurde das Zentrum des Ortes schwer beschädigt, als bei einem Eisenbahnunglück ein führerloser Güterzug, der Ölprodukte geladen hatte, entgleiste; einige Kesselwagen gingen in Flammen auf und explodierten. Die bestätigte Zahl an Toten wurde am 19. Juli 2013 mit 47 beziffert. Im Oktober 2019 wurde ein Projekt zur Umfahrung von Lac-Mégantic auf einer 12,8 Kilometer langen Neubaustrecke vorgestellt. Der Baubeginn war für 2020 vorgesehen.

## Wirtschaft, Verkehr
Am Anfang war der Ort vor allem wichtig als Eisenbahnknotenpunkt zwischen der Ost-West-Strecke  Montreal–Lac-Mégantic–Mattawamkeag–New Brunswick (1878 bis 1889 von der Canadian Pacific Railway gebaut) und der Süd-Nord-Strecke Lac-Mégantic–Québec (1894 bis 1895 von der Quebec Central Railway gebaut).
Die Wirtschaft der Region basiert auf Holzwirtschaft, Granitabbau und Tourismus. Zudem ist die Stadt ein regionales Dienstleistungszentrum. Obwohl im 19. Jahrhundert die Quebec and Megantic Land Company versuchte englischsprachige Siedler anzuziehen, ist die Stadt heute französischsprachig. Mit der französischen Gemeinde Dourdan besteht seit 1989 eine Städtepartnerschaft.

## Söhne und Töchter der Stadt
- Laurier LaPierre (1929–2012), Fernsehmoderator, Autor und Politiker
- Vincent Blais (* 1990), Biathlet